# Base aérea de Neuburg

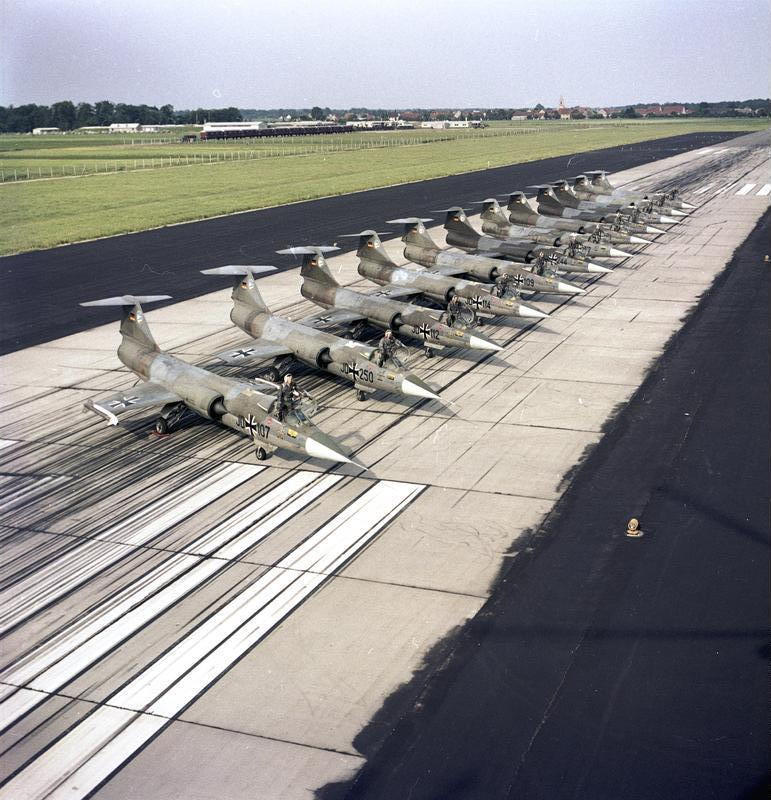
Aviões F-104 Starfighter estacionados na base de Neuburg

A Base Aérea de Neuburg é uma base militar da Força Aérea Alemã na Alemanha. É a casa da Jagdgeschwader 74. Desde 2006, a aeronave Eurofighter Typhoon é operada a partir da base.
Tem um museu onde estão dispostas as seguintes aeronaves:
- Lockheed F-104G Starfighter[3]
- Lockheed F-104G Starfighter (cockpit)[3]
- McDonnell Douglas F-4F Phantom[3]
- North American F-86K Sabre[3]